# Submarino japonés Tipo 1
El Submarino Clase No.1 (第一型潜水艦, Daiichi-gata sensuikan ) fue una clase de sumergibles compuesta por cinco unidades. Eran buques similares a los Clase Plunger en servicio con la US Navy y diseñados por John Philip Holland . Fueron construidos en los Estados Unidos, siendo los primeros sumergibles en entrar al servicio de la Armada Imperial Japonesa donde serían clasificados como submarinos de 1ª clase. 

## Antecedentes
El interés de la Armada Imperial Japonesa en los sumergibles Holland se remonta a 1897, cuando el teniente Kenji Ide, agregado naval de la embajada japonesa en Washington D. C., conoció a John Holland. En octubre de 1898, los condes Kosuke Kizaki y Takashi Sasaki se sumergieron en el Holland VI y, el teniente Ide estuvo a bordo del buque durante las pruebas en el río Potomac en abril de 1900. Estos caballeros proporcionaron a su gobierno informes detallados sobre el desempeño del sumergible y la actitud de la US Navy y el Congreso de los EE.UU con respecto a ellos. En 1902, el teniente Ide pronunció una conferencia pública en la que abogó por la compra del diseño Holland.
Por otro lado, el gobierno japonés estaba informado de que la Armada Imperial Rusa había obtenido el sumergible Fulton, un prototipo de la Clase A estadounidense o Clase Plunger en 1904 y había encargado seis buques adicionales, diseñados en la firma Electric Boat Co. para ser construidos bajo licencia en Rusia con un presupuesto de emergencia de 1904 para su uso en la recién iniciada Guerra Ruso-Japonesa . Estos buques, conocidos como Clase Som se construyeron en San Petersburgo y estaban diseñados para ser transportados por ferrocarril.
Para contrarrestar esta amenaza a sus operaciones navales contra la Flota del Pacífico rusa, la Armada Imperial Japonesa también firmó un contrato con la Electric Boat Company y su subcontratista los astilleros Fore River Shipyard para la construcción de cinco sumergibles Tipo VII P, un diseño más avanzado que el vendido al gobierno ruso; en sí, era una versión que había sido desarrollada en el Crescent Shipyard de Lewis Nixon en una oferta fallida por el contrato de construcción de los sumergibles Clase B de la Armada de los Estados Unidos.

## Historial de construcción y servicio
Estos buques se construyeron en el astillero Fore River en Quincy Point, Massachusetts entre agosto y octubre de 1904. El arquitecto naval Arthur Leopold Busch supervisó la construcción de los buques, su posterior desmontaje, el transporte al puerto de Seattle por ferrocarril, el envío y el reensamblaje en el cercano Arsenal Naval de Yokosuka. El proyecto se realizó en completo secreto, ya que los Estados Unidos eran oficialmente neutrales en dicho conflicto.
Los buques llegaron el 12 de diciembre de 1904 en secciones a los muelles Gokaska en Yokosuka. Todo el proyecto se completó en doce meses y los buques estuvieron completamente ensamblados, probados y listos para operaciones de combate en agosto de 1905. Frank Cable, un maestro electricista que trabajaba para las compañías de baterías de almacenamiento eléctricas Electric Storage Battery Co.  y de motores y generadores eléctricos Electro-Dynamic Company cuyo presidente y copropietario era el hombre de negocios e inversionista Isaac Rice, al igual que de Electric Boat Co. y en dónde Cable era también capitán civil de pruebas de los sumergibles construidos, llegó con seis especialistas unos seis meses después de Busch comenzando el entrenamiento de tripulaciones en el funcionamiento de los sumergibles recién terminados. Sin embargo, las hostilidades con Rusia estaban llegando a su fin en esas fechas y ningún sumergible tomó parte en el conflicto. Aun así, Busch fue honrado con la Orden del Sol Naciente de 4ª Clase por el emperador Meiji Tennō por sus esfuerzos. Estos sumergibles se utilizarán principalmente en tareas de entrenamiento y adopción de tácticas de uso. El sensuikan (submarino) Nº 4 se hundió en Kure a causa de una explosión de vapores de gasolina el 14 de noviembre de 1916, pero fue reflotado, reparado y puesto nuevamente en servicio.

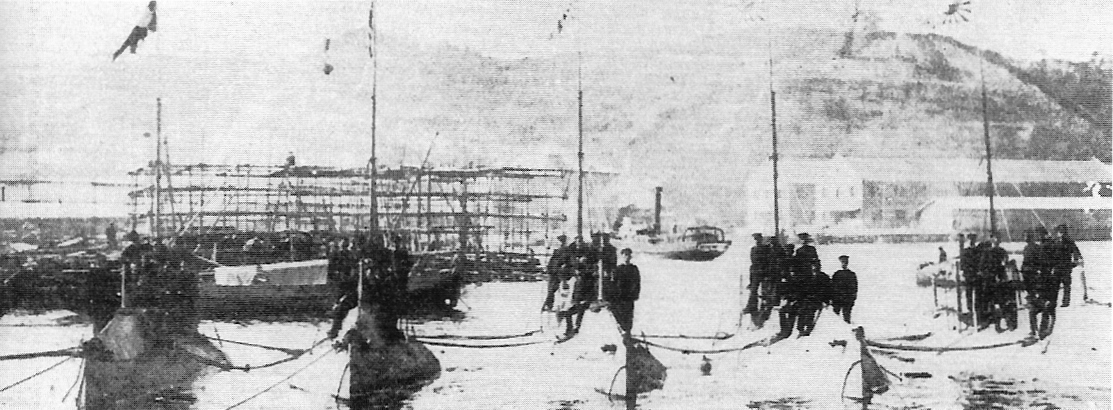
La primera flotilla de sumergibles de Japón (1 a 5) en la Revista Naval de octubre de 1905

## Buques de la clase
Datos: Nishida, Materials of the Imperial Japanese Navy
- Submarino Nº1 (第一潜水艇, Dai-ichi sensuikan): depositado para su montaje el 30 de noviembre de 1904; botado el 20 de marzo de 1905; comisionado el 31 de julio de 1905.
- Submarino Nº2 (第二潜水艇, Dai-ni sensuikan): iniciado el 1 de diciembre de 1904; botado el 2 de mayo de 1905; asignado el 5 de septiembre de 1905.
- Submarino Nº3 (第三潜水艇, Dai-san sensuikan): depositado el 30 de noviembre de 1904; botado el 16 de mayo de 1905; comisionado el 5 de septiembre de 1905.
- Submarino Nº4 (第四潜水艇, Dai-yon sensuikan): depositado el 4 de diciembre de 1904; botado el 27 de mayo de 1905; asignado el 1 de octubre de 1905.
- Submarino Nº5 (第五潜水艇, Dai-go sensuikan): depositado el 30 de noviembre de 1904; botado el 13 de mayo de 1905; asignado el 1 de octubre de 1905.
- Todos fueron reclasificados como sumergibles de 2ª clase el 4 de agosto de 1916, como de 3ª clase el 1 de abril de 1919 y dados de baja el 1 de abril de 1921 menos los números 1 y 2 que lo fueron el 30 del mismo mes y año.